# بول مالاكوان كوسجي
بول مالاكوان كوسجي (بالإنجليزية: Paul Malakwen Kosgei) هو عداء مسافات طويلة كيني ولد في يوم 22 أبريل 1978، أبرز إنجازاته كان فوزه بالميدالية الذهبية في بطولة أفريقيا لألعاب القوى 2002 في تونس، في سباق 10000 متر، كما فاز بالميدالية الفضية في دورة ألعاب الكومنولث 2002 في مانشستر.

## روابط خارجية
- بول مالاكوان كوسجي على موقع الاتحاد الدولي لألعاب القوى (الإنجليزية)
- بول مالاكوان كوسجي على موقع اتحاد ألعاب الكومنولث (مؤرشف) (الإنجليزية)